# Trochoideus coeloantennatus
Trochoideus coeloantennatus är en skalbaggsart som beskrevs av Strohecker 1943. Trochoideus coeloantennatus ingår i släktet Trochoideus och familjen svampbaggar. Inga underarter finns listade i Catalogue of Life.